# زمن الازدراء
زمن الازدراء (بالبولندية: Czas pogardy) هي الرواية الثانية من ملحمة الويتشر كتبها الروائي البولندي الفانتازي أندريه سابكوسكي، ونُشرت أول مرة في 1995. سبقتها رواية دم الإلف وتبعتها رواية معمودية النار، وقد تُرجمت الرواية إلى عدة لغات.